# Manojita
Manojita war eine Masseneinheit (Gewichtsmaß) auf den Inseln der Philippinen.
- 1 Manojita = 10 Hoja = 0,03742 Kilogramm
- 10 Manojtas = 1 Mano = 0,3742 Kilogramm
- 40 Manos = 1 Fardo = 14,9688 Kilogramm

Beachte: Die Mengeneinheit für Papier Mano ist ungleich dem hier angeführten Maß.